# Раджабов, Хабибулло Раджабович
Раджа́бов Хабибулло́ Раджа́бович (род. 1945) — советский и таджикский литературовед, филолог

## Биография
Родился в Гиссарском районе Таджикской ССР. В 1962 году окончил среднюю школу. В 1967 окончил Ленинградский ордена Ленина государственный университет имени А. А. Жданова, специализировался на кафедре Индийской филологии.
В 1967—1970 — научный сотрудник Института востоковедения Академии наук Таджикской ССР, в 1970—1973 — аспирант Института востоковедения АН СССР. В 1974—1981 — старший научный сотрудник, ученый секретарь Института востоковедения Академии наук Таджикской ССР. В 1982—1984 работал заграницей. В 1984—2005 — заведующий Кафедрой индийской филологии Таджикского национального университета, в 2005—2008 первый проректор Таджикского университета. С 2009 профессор кафедры Индийской филологии Таджикского национального университета, руководитель Отдела стран Южной и Юго-Восточной Азии Института изучения проблем стран Азии и Европы Академии наук Республики Таджикистан. В 1998 защитил докторскую диссертацию на тему «Становление и развитие современного рассказа хинди».

## Научные труды
Главные направления исследований — литературоведение, индийская филология. Организовал кафедру индийской филологии в Таджикском национальном университете. Впервые в Таджикистане организовал преподавание и изучение языков хинди и урду а также исследование литературы хинди и урду. Создал собственную научную школу. Под его руководством ряд соискателей защитили диссертации.
Автор 17 книг и более 300 статей.

## Награды
- Лауреат премии Падма Шри — одной из высших гражданских государственных наград Правительства Индии (2018)
- Знак трудовой доблести (1983)
- Медаль «Десять лет Саурской революции» (1988)
- Медаль «От благодарного афганского народа» (1988)
- Почетный знак «За вклад в дело дружбы» Общества дружбы народов СССР (1991)
- Отличник народного образования Республики Таджикистан (1999)
- Медаль «Участник боевых действий» (2011)
- Медаль «25 лет со дня окончания боевых действий в Афганистане» (2014)
- Медаль «30 лет со дня окончания боевых действий 40-овой Армии в Афганистане» (2019)

## Общественная деятельность
Председатель «Общества дружбы Таджикистан-Индия»

## Личная жизнь
- Супруга Вахобова Назира Саттаровна
- Дети
  - Раджабов Искандар (род. 1982)
  - Раджабов Эрадж (род. 1985)
  - Раджабов Наджибулло (род. 1987)

## Основные труды
- Новеллистика Мохана Ракеша. Душанбе, 1984 г.
- Премчанд. Душанбе, 1995 г.
- Становление и развитие современного рассказа хинди. Душанбе, 1998 г.
- Три поколения новеллистов хинди. Душанбе, 2002 г.
- Таджикско-хинди разговорник. Душанбе, 2004 г.
- Это есть Индия, Душанбе, 2007 г.
- Пханишварнатх Рену. Душанбе, 2009 г.
- Рабиндранат Тагор. (Жизнь и творчество). Душанбе, 2012 г.
- О преподавании литературы хинди в высшей школе. Душанбе, 2013 г.
- Современная литература хинди. Душанбе, 2014 г.
- Десять столбов литературы хинди. Душанбе, 2014 г.
- Премчанд (второе издание). Душанбе, 2015 г.
- Перевод литературных терминов хинди на таджикский язык. Душанбе: Истеъдод, 2016 г.
- Литература хинди в новое время. Душанбе: ЭР.граф, 2017 г.
- Становление и развитие современного рассказа хинди. Душанбе: ЭР.граф, 2018 г.
- Литература древней Индии. Душанбе, 2021

## Переводы
- Файз Ахмад Файз. Дух свободы. Душанбе, 1977 г. (перевод с урду).
- Индийские рассказы. Душанбе, 2002 г. (перевод с хинди).
- Атал Бихари Ваджпейи. Капля дождя. Стихи, Душанбе, 2006 г. (перевод с хинди).
- Рабиндранат Тагор. Избранные рассказы. Душанбе, 2006 г. (перевод с хинди)
- Мохан Ракеш. Горькая Жизнь. Рассказы. (перевод с хинди). Душанбе, 2008